# Saint-Martin-du-Tertre
Saint-Martin-du-Tertre é uma comuna francesa na região administrativa de Borgonha-Franco-Condado, no departamento de Yonne. Estende-se por uma área de 6,91 km². Em 2010 a comuna tinha 1 589 habitantes (densidade: 230 hab./km²).